# Carlo Colonna
Carlo Colonna (Roma, 17 novembre 1665 – Roma, 8 luglio 1739) è stato un cardinale italiano.

## Biografia
Era il figlio del principe Lorenzo Onofrio Colonna e di Maria Mancini, nonché fratello di Filippo II Colonna. Fu creato cardinale nel concistoro del 17 maggio 1706 da papa Clemente XI e circa un mese dopo ricevette il titolo di cardinale diacono di Santa Maria della Scala. Nel 1715 optò per la diaconia di Sant'Angelo in Pescheria e nel 1730 per quella di Sant'Agata dei Goti. Fu notoriamente un mecenate delle arti e uno dei primi a sostenere il compositore Georg Friedrich Händel.

## Conclavi
Durante il periodo del suo cardinalato partecipò a tre conclavi:
- conclave del 1721, che elesse papa Innocenzo XIII
- conclave del 1724, che elesse papa Benedetto XIII
- conclave del 1730, che elesse papa Clemente XII

## Ascendenza
|                                                   |                       |                                                       | Genitori                                  |  |  | Nonni |  |  | Bisnonni                                  |  |  | Trisnonni                                       |  |
|                                                   |                       |                                                       |                                           |  |  |       |  |  | Filippo I Colonna, VI principe di Paliano |  |  | Marcantonio III Colonna, IV principe di Paliano |  |
|                                                   |                       |                                                       |                                           |  |  |       |  |  | Filippo I Colonna, VI principe di Paliano |  |  | Marcantonio III Colonna, IV principe di Paliano |  |
|                                                   |                       | Felice Orsina Peretti-Damasceni                       |                                           |  |  |       |  |  | Filippo I Colonna, VI principe di Paliano |  |  |                                                 |  |
| Marcantonio V Colonna, VII principe di Paliano    |                       |                                                       |                                           |  |  |       |  |  | Filippo I Colonna, VI principe di Paliano |  |  |                                                 |  |
|                                                   |                       | Lucrezia Tomacelli                                    | Girolamo Tomacelli, signore di Galatro    |  |  |       |  |  |                                           |  |  |                                                 |  |
|                                                   |                       | Lucrezia Tomacelli                                    | Girolamo Tomacelli, signore di Galatro    |  |  |       |  |  |                                           |  |  |                                                 |  |
|                                                   |                       | Lucrezia Tomacelli                                    | Ippolita Ruffo                            |  |  |       |  |  |                                           |  |  |                                                 |  |
| Lorenzo Onofrio Colonna, VIII principe di Paliano |                       | Lucrezia Tomacelli                                    |                                           |  |  |       |  |  |                                           |  |  |                                                 |  |
|                                                   |                       | Lorenzo III Gioeni e Cardona, principe di Castiglione | Tomaso II Gioeni, principe di Castiglione |  |  |       |  |  |                                           |  |  |                                                 |  |
|                                                   |                       | Lorenzo III Gioeni e Cardona, principe di Castiglione | Tomaso II Gioeni, principe di Castiglione |  |  |       |  |  |                                           |  |  |                                                 |  |
|                                                   |                       | Lorenzo III Gioeni e Cardona, principe di Castiglione | Susanna Beccadelli di Bologna             |  |  |       |  |  |                                           |  |  |                                                 |  |
| Isabella Gioeni                                   |                       | Lorenzo III Gioeni e Cardona, principe di Castiglione |                                           |  |  |       |  |  |                                           |  |  |                                                 |  |
|                                                   |                       | Antonia d'Averna, baronessa di Santa Caterina         | Nicolò Maria d'Averna                     |  |  |       |  |  |                                           |  |  |                                                 |  |
|                                                   |                       | Antonia d'Averna, baronessa di Santa Caterina         | Nicolò Maria d'Averna                     |  |  |       |  |  |                                           |  |  |                                                 |  |
|                                                   |                       | Antonia d'Averna, baronessa di Santa Caterina         | Isabella Saccano                          |  |  |       |  |  |                                           |  |  |                                                 |  |
| Filippo II Colonna, IX duca di Paliano            |                       | Antonia d'Averna, baronessa di Santa Caterina         |                                           |  |  |       |  |  |                                           |  |  |                                                 |  |
|                                                   | Paolo Mancini, barone | Lorenzo Mancini, VII signore di Leprignana            |                                           |  |  |       |  |  |                                           |  |  |                                                 |  |
|                                                   | Paolo Mancini, barone | Lorenzo Mancini, VII signore di Leprignana            |                                           |  |  |       |  |  |                                           |  |  |                                                 |  |
|                                                   | Paolo Mancini, barone | Olimpia Massimo, nobile romana                        |                                           |  |  |       |  |  |                                           |  |  |                                                 |  |
| Michele Lorenzo Mancini, barone                   | Paolo Mancini, barone |                                                       |                                           |  |  |       |  |  |                                           |  |  |                                                 |  |
|                                                   |                       | Vittoria Capocci, nobile romana                       | Vincenzo Capocci, nobile romano           |  |  |       |  |  |                                           |  |  |                                                 |  |
|                                                   |                       | Vittoria Capocci, nobile romana                       | Vincenzo Capocci, nobile romano           |  |  |       |  |  |                                           |  |  |                                                 |  |
|                                                   |                       | Vittoria Capocci, nobile romana                       | Lucrezia Glorieri, nobile romana          |  |  |       |  |  |                                           |  |  |                                                 |  |
| Maria Mancini                                     |                       | Vittoria Capocci, nobile romana                       |                                           |  |  |       |  |  |                                           |  |  |                                                 |  |
|                                                   |                       | Pietro Antonio Mazzarino                              | Girolamo Mazzarino                        |  |  |       |  |  |                                           |  |  |                                                 |  |
|                                                   |                       | Pietro Antonio Mazzarino                              | Girolamo Mazzarino                        |  |  |       |  |  |                                           |  |  |                                                 |  |
|                                                   |                       | Pietro Antonio Mazzarino                              | Margherita de Franchis-Passavera          |  |  |       |  |  |                                           |  |  |                                                 |  |
| Girolama Mazzarino                                |                       | Pietro Antonio Mazzarino                              |                                           |  |  |       |  |  |                                           |  |  |                                                 |  |
|                                                   |                       | Ortensia Bufalini                                     | Ottavio Bufalini, conte di San Giustino   |  |  |       |  |  |                                           |  |  |                                                 |  |
|                                                   |                       | Ortensia Bufalini                                     | Ottavio Bufalini, conte di San Giustino   |  |  |       |  |  |                                           |  |  |                                                 |  |
|                                                   |                       | Ortensia Bufalini                                     | Francesca Belloni                         |  |  |       |  |  |                                           |  |  |                                                 |  |
|                                                   |                       | Ortensia Bufalini                                     |                                           |  |  |       |  |  |                                           |  |  |                                                 |  |